# Дагоберт I
Дагоберт I (603—19. јануар 639) је био краљ уједињеног франачког краљевства (629—634). Припадао је династији Меровинга. Био је краљ Аустразије (623—634) и краљ Неустрије и Бургундије (629—634). Дагоберт је последњи меровиншки краљ који је имао пуну власт над краљевством. Након њега долазе краљеви који су у историји познати као лењи краљеви.

## Долазак на власт
Био је најстарији син краља Хлотара II. Хлотар II је владао сам од 613, а Дагоберт је постао краљ Аустразије 623. кад је племство Аустразије тражило краља који ће само њима владати. Када му је умро отац 629, Дагоберт I је наследио и Неустрију и Бургундију и тиме постао краљ свих Франака. Његов полубрат Хариберт се успротивио и тражио Неустрију за себе. Хариберта је подржавао један рођак, кога је Дагоберт убио. Хариберту је уступио Аквитанију. Када је Хариберт умро 632, Дагоберт је наручио убиство његовог сина. На тај начин, 632, Дагоберт се дочепао и Бургундије и Аквитаније, па је постао најмоћнији меровиншки краљ и најугледнији владар западне Европе.

## Владавина
Током 632. побунило се племство Аустразије под вођством мајордома Аустразије, Пипина. Дагоберт је удовољио захтевима племића постављајући свог трогодишњег сина Зигеберта као краља Аустразије. Током своје владавине изградио је замак у Мерсбургу, који је данас најстарији замак у Немачкој. Изградио је и базилику Сен Дени на месту бенедиктинског манастира у Паризу.

## Дипломатски односи и ратови
Потписао је споразум 631. са византијским царем Ираклијем. Склопио је савез са Ломбардима 632. године.
Франачки трговци су убијени и опљачкани од стране Самових Словена. Због тога је Дагобер предводио три војске 631. против словенског краља Сама, али његове Аустразијске снаге су поражене код данас непознатог Вогатисбурга. После тога, краљ Само је продро све до Тирингије и пљачкао је. Дагоберу је зато посебно био битан споразум са Саксонцима 633, да би му бранили границе од Славена.
Водио је рат против Баска 638. и против Бретонаца.

## Дагобертова смрт
Дагоберт је умро 639. и био је први француски краљ покопан у краљевским гробницама Сен Дениса. Његов други син Хлодовех II наследио је остатак краљевства још док је био веома млад. Све до краја Меровиншке династије настављао се исти низ краљева дечака, који нису били стварни владари, него би владали таман да би добили наследника, а стварну власт су вршиле разне племићке породице и мајордоми.

## Породично стабло
|  |               |  |  |  |  |  |  |  |  |  |  |  |  |  |  |  |
|  | 2. Хлотар II  |  |  |  |  |  |  |  |  |  |  |  |  |  |  |  |
|  |               |  |  |  |  |  |  |  |  |  |  |  |  |  |  |  |
|  |               |  |  |  |  |  |  |  |  |  |  |  |  |  |  |  |
|  | 1. Дагоберт I |  |  |  |  |  |  |  |  |  |  |  |  |  |  |  |
|  |               |  |  |  |  |  |  |  |  |  |  |  |  |  |  |  |
|  |               |  |  |  |  |  |  |  |  |  |  |  |  |  |  |  |
|  | 3. Bertrude   |  |  |  |  |  |  |  |  |  |  |  |  |  |  |  |
|  |               |  |  |  |  |  |  |  |  |  |  |  |  |  |  |  |
|  |               |  |  |  |  |  |  |  |  |  |  |  |  |  |  |  |